# Georg Rudolph Wolther Kymmell (1745-1814)
|                                         |  |                                      |
| Georg Rudolph Wolter Kymmel (1745-1814) |  | Euphemia Gesina Nijsingh (1739-1802) |

Georg Rudolph Wolter Kymmell (Havelte, 17 januari 1745 - Dalen, 10 maart 1814) was een Nederlandse schulte en maire.

## Leven en werk
Kymmell was de oudste zoon van de landschrijver van Drenthe Jan Kymmell en Johanna Oldenhuis. Hij werd geboren in het huis Overcinge in Havelte. In 1762 werd hij benoemd tot schulte van Dalen en Oosterhesselen als opvolger van zijn oom Jan Oldenhuis. In 1795 werd hij niet herkozen. In 1811 werd hij benoemd tot maire (burgemeester) van Dalen en Oosterhesselen. Toen hij schulte van Dalen was gaf hij de opdracht tot de bouw van het Kymmellhuis (ook de Kymmellborg genoemd), dat hij als schulte en maire bewoonde. In 1843 beschreven de drie podagristen Kymmellborg als een gebouw met een uitstraling van gezag; zij wandelden langs de uitgestrekte tuinen, die echter verborgen waren achter een hoge haag.
Kymmel trouwde op 23 oktober 1766 te Westerbork met een nicht van zijn moeder Euphemia Gesina Nijsingh, dochter van de schulte van Westerbork Hendrik Nijsingh en Aaltien Oldenhuis. Uit dit huwelijk werden tien kinderen geboren, waarvan er drie op jonge leeftijd overleden. Hun zonen, behalve de belastingontvanger Johan Friderich, maakten carrière in het leger. De naar hem genoemde kleinzoon Georg Rudolph Wolter was gemeentesecretaris van Assen en rijksarchivaris in Drenthe. Een andere kleinzoon Jan Tymen was burgemeester van Westerbork.